# Luis Manglano Palencia
Luis Manglano Palencia (València, 30 de gener de 1864 - 14 de març de 1937) fou un aristòcrata i polític valencià, diputat a les Corts Espanyoles durant la restauració borbònica.

## Biografia
Fill de José Pedro Vich (abans José Pedro Manglano Ruiz), baró de Llaurí i de Vallvert, a la mort del seu pare en 1900 heretà el primer títol. L'u de juliol de 1891 es casà amb Josefa Cucaló de Montull Cubells, filla del baró de Terrateig. Fou pare de Joaquín Manglano Cucaló de Montull, hereu del seu títol i futur baró de Càrcer.
Ingressà a l'exèrcit i arribà al grau de tinent de l'arma de cavalleria. Fou nomenat majordom de setmana del rei Alfons XIII, qui també li atorgà la Gran Creu d'Isabel la Catòlica.
Militant del Partit Conservador (fracció d'Antoni Maura i Montaner), fou elegit diputat pel districte de Nules a les eleccions generals espanyoles de 1916.